# Salvino degli Armati
Salvino degli Armati (auch Salviano d’Armati und Salvino Aramato bzw. Salvino d’Armato degli Armati genannt) ist eine fiktive Person aus Florenz, die 1317 gestorben sein soll und von etwa 1684 bis 1920 als Erfinder der Brille galt. Diese langlebige historische Fälschung beruht auf einer Publikation des Florentiners Ferdinando Leopoldo del Migliore.

## Anregung und systematische Fälschung

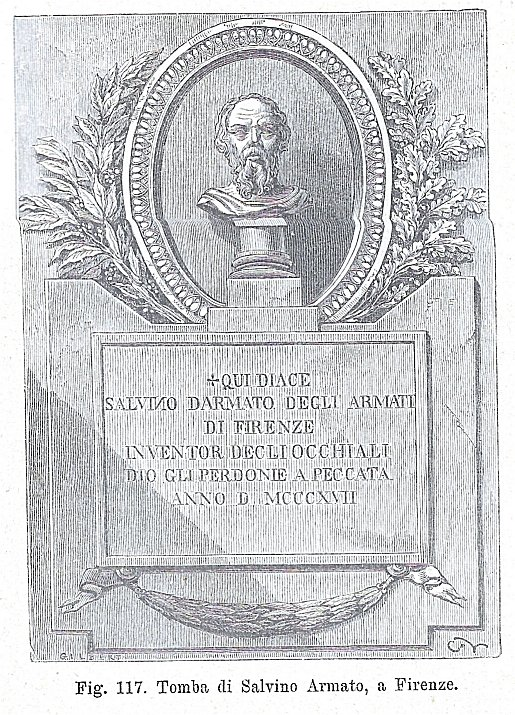
Angebliches Grabmal von Salvino degli Armati

Ferdinando Leopoldo del Migliore wurde von einer anderen Publikation angeregt, seine Fälschung systematisch zu lancieren. In der sogenannten Lettera intorno all’invenzione degli occhiali (etwa ‚Brief über die Erfindung der Brille‘) von Francesco Redi aus dem Jahr 1678 hatte der Aretiner aus der Cronica antiqua Conventus Sanctae Catharinae de Pisis über den Dominikanermönch Alessandro della Spina zitiert. Der Pisaner Giordano da Rivalto, der in Santa Maria Novella predigte, behauptete, die Brille sei kaum zwanzig Jahre vor della Spina erfunden worden, der möglicherweise 1313 verstarb. Doch wollte jener den Namen des Erfinders der ocularia nicht verraten.
Wenige Jahre später identifizierte Ferdinando Leopoldo del Migliore, Kenner der Florentiner Familien, kurzerhand einen „Salvino d’Armato degli Armati“ als den unbekannten Erfinder. In seinem Werk Firenze città nobilissima illustrata (1684) behauptete der Autor auf Seite 431, das Grabmal mitsamt einer Inschrift sei bis vor wenigen Jahren in der Kirche Santa Maria Maggiore sichtbar gewesen. Deren Umbauten wenige Jahre zuvor sei das Grabmal allerdings zum Opfer gefallen. Er behauptete aber, eine Abschrift in Besitz zu haben, doch wurde sie von niemandem sonst gesehen:
QVI DIACE SALVINO D’ARMATO DEGLI ARMATI DI FIR. INVENTOR DEGL’ OCCHIALI DIO GLI PERDONI LA PECCATA ANNO D.MCCCXVII.
(„Hier liegt Salvino d’Armato degli Armati aus Florenz, der Erfinder der Augengläser. Möge Gott seine Sünden vergeben. Anno Domini 1317“)
Die Vermengung von gesicherten Kenntnissen über die Familie, die in der Nähe der Kirche ansässig war, über Gebräuche der Zeit und plausible Erklärungen der Lücken war so überzeugend, dass Domenico Maria Manni auf die Fälschung hereinfiel und 1738 ein Werk Degli occhiali da naso inventati da Salvino Armati veröffentlichte, von dem zwei Auflagen erschienen.

## Erste Kritik und Widerlegung
Ende des 18. Jahrhunderts kam zwar erstmals Kritik von Ranieri Tempesti (1787), Stanislao Canovai (1791) und von Cantini (1796) auf, doch wollte man der Fälschung offenbar gern Glauben schenken. 1841 errichtete man in Santa Maria Maggiore sogar ein Denkmal mit der Inschrift und einer Büste, die ein römischer Kopf aus dem 2. Jahrhundert krönte. Dieser bärtige Kopf war jedoch eine Darstellung des häufig als „Vater der Geschichte“ bezeichneten Herodot. Als anlässlich einer Renovierung auffiel, dass die Form „la peccata“ nicht in die Ausdrucksweise des 14. Jahrhunderts passte, änderte man sie kurzerhand in die belegbare Form „le peccata“.
Erst 1920 konnte Isidoro Del Lungo nachweisen, dass es sich um eine einfache Fälschung handelte. Niemandem war aufgefallen, dass in der Inschrift das Wort „inventor“ gestanden haben sollte, ein Begriff, der in der Volkssprache des 14. Jahrhunderts nicht bekannt war. Auch erscheint der Name des angeblichen Erfinders in keiner anderen Quelle. Del Lungo wollte nicht ausschließen, dass Alessandro della Spina, jener Mönch, der sich so sehr darüber freute, dass ein nur ihm Bekannter die Brille erfunden habe, selbst der Erfinder war.

## Quelle
- Domenico Maria Manni: Degli occhiali da naso inventati da Salvino Armati, Florenz 1738 (online).

## Belege
1. ↑  Carl Hans Sasse: Geschichte der Augenheilkunde in kurzer Zusammenfassung mit mehreren Abbildung und einer Geschichtstabelle (= Bücherei des Augenarztes. Heft 18). Ferdinand Enke, Stuttgart 1947, S. 31 f. (zu „Alessandro Spina“).
2. ↑  Digitalisat.
3. ↑  Eine Abbildung der Tafel findet sich hier.
4. ↑  Isidoro Del Lungo: Le vicende d’un’impostura erudita (Salvino degli Armati), in: Archivio Storico Italiano LXXVIII (1920) 5–54.